# Allt hämnar sig
Allt hämnar sig è un cortometraggio muto del 1917 diretto da Konrad Tallroth.

## Trama
Ad Allan, da bambino, in quanto figlio del direttore di una prigione, riesce facile, nella sua ingenuità, far evadere Henry Rogers, che peraltro era detenuto ingiustamente in base ad una falsa testimonianza di Daniels, istigato da Louis Berger, socio disonesto di Henry.
La prigione era situata su in'isoletta, e dopo infruttuosi tentativi di rintracciare l'evaso, lo si dà per morto annegato.
Quindici anni dopo il giovane Allan, fidanzato di Eva, la nipote di Berger, sta sperperando tutti i suoi averi al gioco. Henry riappare, uomo facoltoso, e vuole rintracciare chi anni addietro lo ha aiutato a riguadagnare la libertà. Anche gli affari di Berger stanno andando male, ed egli sta pian piano erodendo il patrimonio della nipote. Quando Eva lo scopre si dispera insieme ad Allan, delle cui pessime condizioni finanziarie è al corrente.  Ma Henry, avute notizie di Allan gli fa avere anonimamente una somma sufficiente a trarlo da ogni difficoltà, purché smettesse di giocare.
Ma le difficoltà per la giovane coppia non sono finite: viene infatti scoperto il cadavere di Berger, ucciso da un colpo di pistola, in casa. Daniels testimonia di aver sentito la ragazza e lo zio discutere animosamente per motivi di denaro, ed Eva finisce coll'essere accusata dell'omicidio dello zio. Tempo prima Daniels aveva rivelato ad Henry il passato inganno perpetrato nei suoi confronti e la falsa accusa, per cui Henry si era recato dall'ex-socio.
È soltanto quando Henry testimonia di aver assistito, in quell'occasione, al suicidio di Berger, che Eva viene scagionata.